# Čudoviti prah
Čudoviti prah je slovenski vojni dramski film iz leta 1975 v režiji in po scenariju Milana Ljubića, posnet po istoimenskem romanu Vjekoslava Kaleba. Partizana Goli in Deček se po ofenzivi sovražnika prebijata do soborcev skozi opustošeno pokrajino.

## Igralci
- Ivo Ban kot sin
- Silvo Božič
- Ivanka Mežan starka
- Andrej Nahtigal
- Ljubiša Samardžić
- Janez Vrhovec
- Jože Zupan
- Demeter Bitenc